# قضاء قلعة سكر
قضاء قلعة سكر وهو أحد الأقضية التابعة ل محافظة ذي قار جنوب العراق، يقدر عدد سكانه بحوالي 150.000 نسمة وتعتبر قلعة سكر مركز القضاء من المدن الكبيرة في المحافظة تأسست في عام 1863 م وتبعد عن مدينة الناصرية مركز المحافظة ب100 كم وعن بغداد ب 260 كم.

## احياء قلعة سكر
1. حي العمال
2. السراي
3. محلة الشرق
4. الشوصه
5. الحي العسكري
6. حي المعلمين
7. منطقة الفحيلي
8. منطقة الكولبة (تغيبر في 2019 الى منطقة مجمعات)

## السكان
قال عبد الرزاق الحسني في مقاله (لواء المنتفق) المنشور يوم 1 نيسان سنة 1930 "تُقدّر نفوس القضاء كله ب (65000) نسمة وجُلّهم من العشائر، أما عدد نفوس السكان في المدن فقد بلغ حسب الإحصاء الأخير (5031) نسمة".